# Maria Elisabetta Alberti Casellati
Maria Elisabetta Alberti, coniugata Casellati (Rovigo, 12 agosto 1946), è una politica italiana, dal 24 marzo 2018 al 12 ottobre 2022 presidente del Senato della Repubblica nella XVIII legislatura, prima donna a ricoprire tale carica. Dal 22 ottobre 2022 è ministro per le riforme istituzionali nel governo Meloni.
Ha aderito a Forza Italia sin dalla fondazione ed è stata eletta al Senato della Repubblica nella XII legislatura e nuovamente dalla XIV legislatura alla XVIII. Ha inoltre ricoperto per due volte la carica di sottosegretaria di Stato, ed è stata membro del Consiglio Superiore della Magistratura.

## Biografia

### Studi e professione
Nata a Rovigo da genitori di origini calabresi: il padre Vincenzo è stato un partigiano durante la guerra di liberazione e lavorava come funzionario pubblico; la madre, Elvira Conforti, era una maestra elementare. Dopo la maturità classica, si è laureata in giurisprudenza all'Università degli Studi di Ferrara e specializzata in diritto canonico nella Pontificia Università Lateranense. È stata successivamente ricercatrice universitaria presso l'Università degli Studi di Padova. Ha inoltre esercitato la professione di avvocato matrimonialista a Padova. È sposata con l'avvocato Gianbattista Casellati, con il quale ha anche lavorato. La coppia ha due figli: Ludovica e Alvise, direttore d'orchestra.

## Carriera politica

### Gli inizi
Ha aderito a Forza Italia nel 1994, con l'ingresso in politica di Silvio Berlusconi. È stata eletta per la prima volta senatrice alle elezioni politiche dello stesso anno nel collegio uninominale di Cittadella, all'interno della lista del Polo delle Libertà.
Durante la XII legislatura è stata segretaria del gruppo parlamentare di Forza Italia al Senato e presidente della 12ª Commissione Igiene e Sanità a Palazzo Madama.
Candidata al Senato per le politiche del 1996 nel medesimo collegio con il Polo per le Libertà, manca tuttavia l'elezione in Parlamento. Dal 1999 al 2000 è stata commissario provinciale di Forza Italia a Rovigo.

### Vicecapogruppo e sottosegretario di Stato

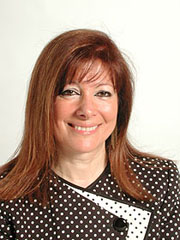
Maria Elisabetta Alberti Casellati nel 2001

Alle elezioni politiche del 2001 viene rieletta al Senato nel collegio di Padova-Selvazzano Dentro per la coalizione di centro-destra Casa delle Libertà. Durante la XIV legislatura è stata vice-capogruppo di Forza Italia tra il 2001 e il 2002 e dal 2002 al 2005 è vice capogruppo vicario sotto Renato Schifani, al quale è politicamente molto vicina. È considerata vicina anche al collega di partito Niccolò Ghedini. Sempre nella XIV legislatura, è stata anche, dal luglio 2001 al luglio 2002, Presidente della Commissione parlamentare per le questioni regionali, mentre dal settembre del 2002 alla nomina a sottosegretario, Presidente della Commissione Pari Opportunità del Senato.
Nel 2004 è stata nominata Sottosegretario di Stato al Ministero della salute nel governo Berlusconi II e riconfermata nel successivo governo Berlusconi III.
Rieletta per la terza volta al Senato nelle politiche del 2006 nella circoscrizione Veneto, durante la XV legislatura ha ricoperto l'incarico di vicepresidente del gruppo al Senato.
In occasione delle elezioni politiche del 2008 viene riconfermata senatrice per il Popolo della Libertà nella medesima circoscrizione. Ha inoltre ricoperto l'incarico di sottosegretario alla giustizia nel governo Berlusconi IV. Durante il periodo di crisi tra Berlusconi e la magistratura, si è trasferita al Ministero della Giustizia e ha difeso pubblicamente il leader dell'allora Popolo della Libertà.

### Segretaria d'aula e membro del CSM
Alle elezioni politiche del 2013 viene candidata ed eletta per la quinta volta nella medesima circoscrizione. Con l'inizio della XVII legislatura Italiana è stata eletta, il 21 marzo 2013, nel consiglio di presidenza del Senato come segretario d'aula. Il 16 novembre dello stesso anno, con la sospensione delle attività del Popolo della Libertà, ha aderito a Forza Italia.
Nella seduta del Senato del 27 novembre 2013, in cui la maggioranza dell'aula ha espresso il suo voto a favore della decadenza di Berlusconi, ha deciso, insieme ad altre sue colleghe, di vestirsi completamente di nero, considerando la suddetta decisione come un «lutto per la democrazia» e i votanti a favore come un «plotone di esecuzione».
Il 14 gennaio 2014 è stata eletta capogruppo di Forza Italia nella Giunta delle elezioni, nella giunta per il Regolamento e nella 1ª Commissione Affari Costituzionali del Senato.
Il 15 settembre 2014 è stata eletta dal Parlamento in seduta comune membro laico del Consiglio superiore della magistratura (CSM) al settimo scrutinio con 489 voti, in quota Forza Italia. Al CSM è stata presidente della Terza Commissione per l'accesso in magistratura e per la mobilità dall'ottobre 2016.

### Presidente del Senato

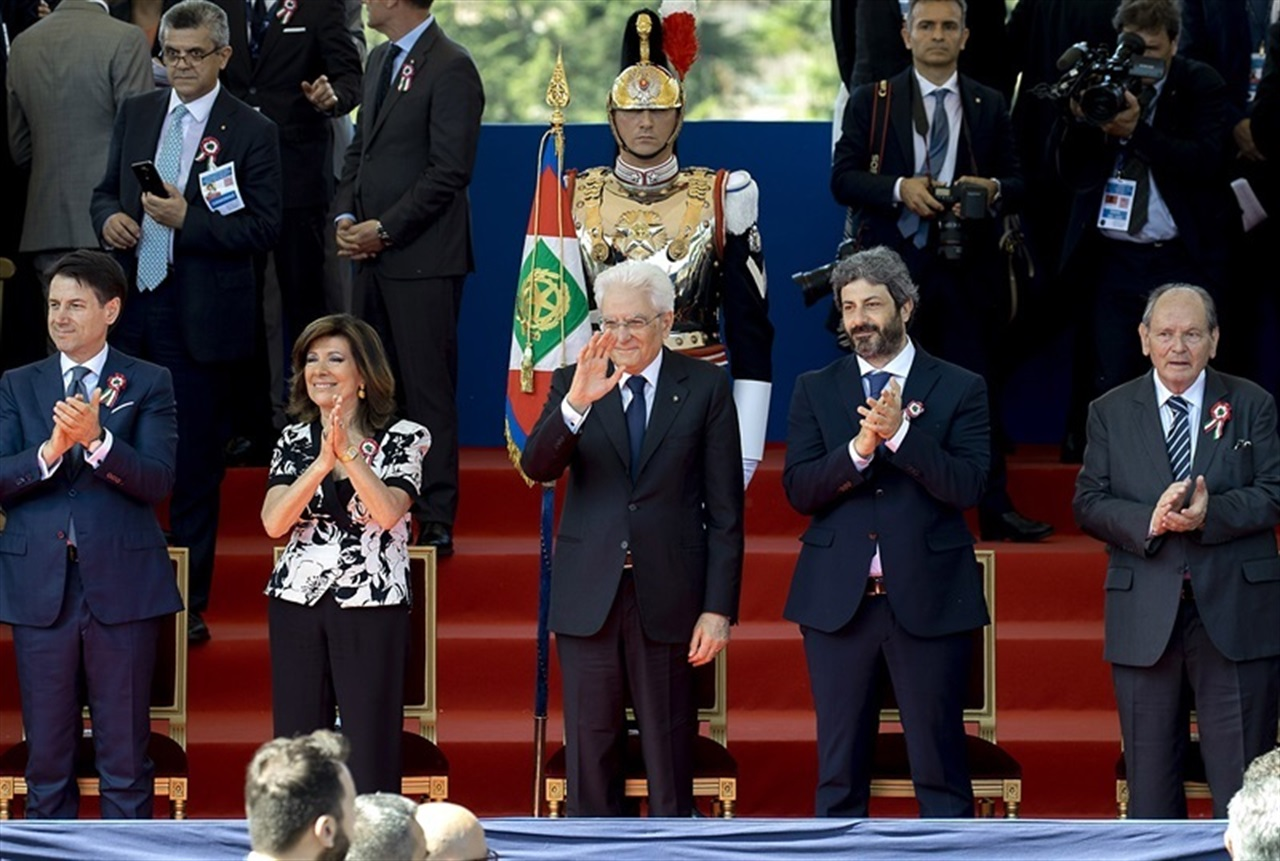
Le alte cariche dello Stato nel giugno 2018: Giuseppe Conte, Maria Elisabetta Alberti Casellati, Sergio Mattarella, Roberto Fico e Giorgio Lattanzi.

Alle elezioni politiche 2018 si è riconfermata senatrice per la sesta volta nel collegio uninominale Veneto - 01 (Venezia) con il 41,90% dei voti, superando Marco Nardin del Movimento 5 Stelle (27,05%) e Andrea Ferrazzi del centrosinistra (23,53%), e il 24 marzo con 242 voti, è stata eletta Presidente del Senato, risultando il presidente più votato dal 1987 e la prima donna a ricoprire, nella storia d'Italia, la seconda carica dello Stato.
Il 18 aprile 2018, il presidente della Repubblica Sergio Mattarella le affida il mandato esplorativo per verificare la possibilità di un accordo tra il centro-destra e il Movimento 5 Stelle al fine di formare una maggioranza parlamentare e poter costituire un governo.
Il 28 gennaio 2022, nel contesto delle elezioni alla Presidenza della Repubblica, viene individuata dalla coalizione parlamentare di centrodestra come candidata alla prima carica di Stato. Al quinto scrutinio, tuttavia, il suo nominativo non raggiunge il quorum di preferenze (505, contro i 382 ottenuti), complice sia l'astensionismo del centrosinistra che l'insufficienza dei voti del centro-destra, pur ammettendo la defezione di diversi franchi tiratori.
Diventa comunque la donna più votata di sempre alle elezioni presidenziali italiane, superando il record precedentemente detenuto da Nilde Iotti (256 voti al IV° scrutinio nel 1992).

### Ministro per le riforme istituzionali

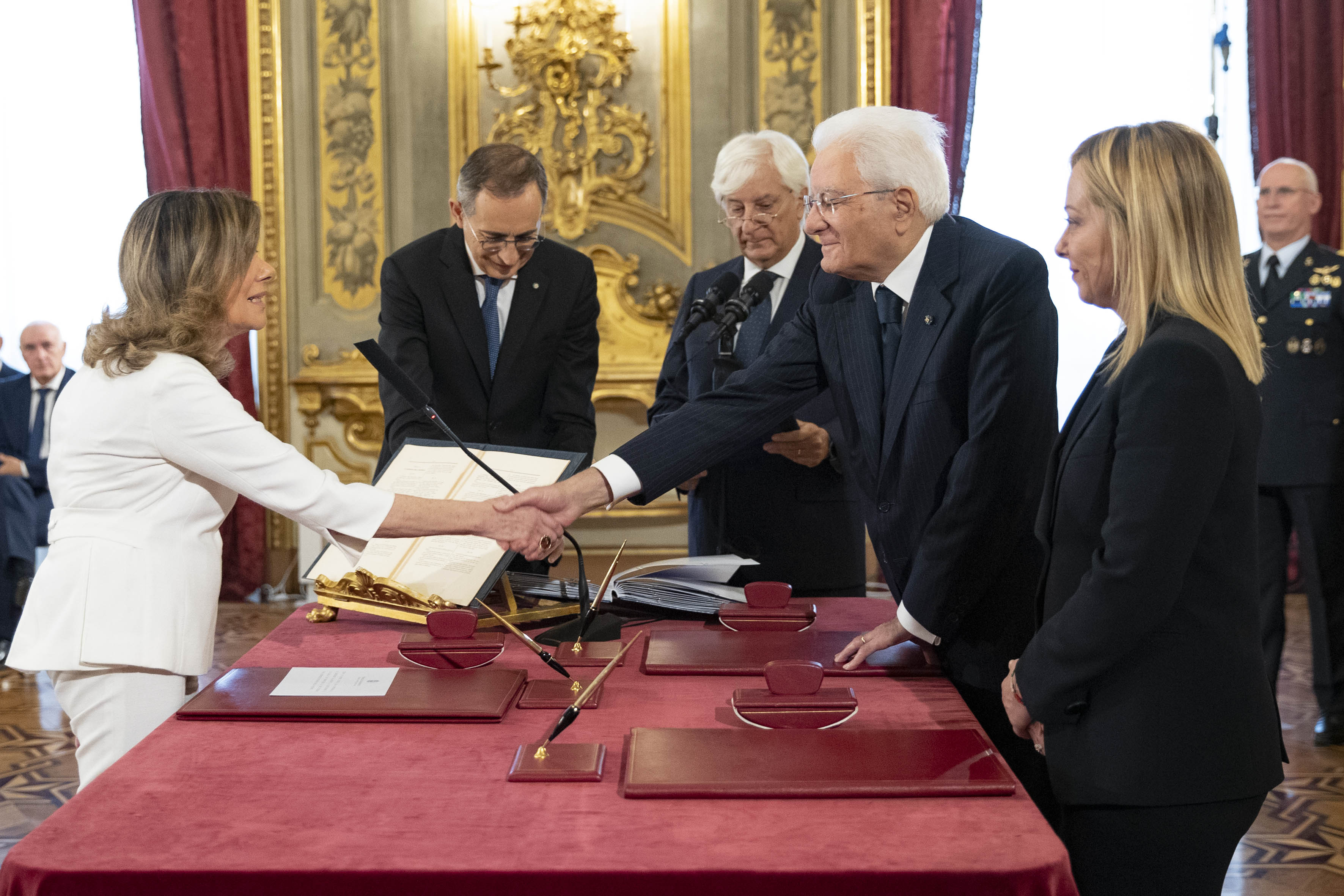
La ministra Casellati giura nelle mani del Presidente della Repubblica Mattarella e della Presidente del Consiglio Meloni.

Alle elezioni politiche anticipate del 2022 viene ricandidata al Senato nel collegio uninominale Basilicata - 01 (Potenza), sostenuta dalla coalizione di centro-destra in quota Forza Italia, venendo rieletta con il 36,1% e superando i candidati del Movimento 5 Stelle Antonio Materdomini (24,36%) e del centro-sinistra Ignazio Petrone (21,78%). Il 13 ottobre 2022 termina il suo mandato alla guida del Senato, succeduta dal suo vicepresidente Ignazio La Russa.
Nei giorni precedenti alla formazione del nuovo governo il suo nome diventa oggetto di scontro tra la leader di Fratelli d'Italia Giorgia Meloni e il presidente di Forza Italia Silvio Berlusconi, dopo che quest'ultimo aveva annunciato l'accordo proprio sul nome di Alberti Casellati come ministro della giustizia. Tuttavia la presidente incaricata le preferisce in qualità di guardasigilli l'ex procuratore di Venezia Carlo Nordio e la propone come ministro per le riforme istituzionali. Giura come membro del nuovo governo al Quirinale il 22 ottobre 2022.. Il successivo 10 novembre le vengono affidate le competenze in materia di semplificazione normativa.
Il 24 marzo 2023 viene nominata coordinatrice regionale di Forza Italia in Basilicata.

## Posizioni politiche

### Diritti civili
La Casellati si è definita una cattolica e conservatrice, esprimendosi contraria alla fecondazione eterologa, ha firmato una proposta di legge per abolire la legge 194 sull'interruzione volontaria di gravidanza e ha affermato che il via libera alla pillola abortiva Ru486 «è un gravissimo errore, che strizza l’occhio alla cultura della morte».
Si è detta favorevole alla riapertura delle case di tolleranza per la prostituzione, convinta del fallimento della legge a firma della socialista Lina Merlin.
Si è opposta fermamente alla "Legge 76/2016 Cirinnà", ovvero alla legge che regolamenta le unioni civili tra persone dello stesso sesso, affermando che «la famiglia non è un concetto estensibile. Lo Stato non può equiparare matrimonio e unioni civili» e che «ogni omologazione sarebbe [...] un offuscamento di modelli non sovrapponibili». In seguito all'approvazione della medesima legge, il 13 maggio 2016 concede un'intervista in cui afferma di ritenere che il "ddl Cirinnà" sia una discriminazione verso le coppie eterosessuali: «Se si sostiene di non voler replicare il matrimonio, perché si discriminano le coppie di fatto miste?». In occasione della giornata mondiale contro l'omofobia ha affermato: «Qualunque tipo di discriminazione di natura sessuale è un atto intollerabile e indegno di un Paese civile e moderno. Combattere l'omofobia e promuovere il rispetto sono doveri a cui nessuno - nelle famiglie, nella società, nel lavoro, nel mondo della politica e delle istituzioni - si può sottrarre».
Sostiene la castrazione chimica per i colpevoli di violenze sessuali o pedofilia, avendo difatti affermato nel 2008: «la castrazione chimica è una via da seguire perché non è un'imposizione violenta su chi ha compiuto reati aberranti, ma una somministrazione di farmaci che abbassa gli impulsi sessuali».
In veste di sottosegretario alla giustizia si è detta favorevole alla possibilità di far incontrare periodicamente i carcerati con le loro mogli o compagne «anche per evitare che ci siano contatti innaturali tra loro dietro le sbarre».

### Tassazione e fisco
Sostenitrice della flat tax, divenuta presidente del Senato afferma che la priorità per l'Italia sia una riforma fiscale che dia respiro alle famiglie e imprese. Il 15 marzo 2013 ha presentato la proposta di legge per l'abolizione dell'IMU sulla prima casa, l'imposta sugli immobili promossa dal governo tecnico Monti nel 2011.

### Questione veneta
Nel suo primo discorso di insediamento al Senato, la Casellati ha sostenuto di «aver posto all’attenzione pubblica la questione dell’autonomia». Considera importante non solo la questione sull'autonomia, ma tutte le problematiche riguardanti il Veneto. Il 6 aprile 2018, nel suo incontro con il presidente della regione Luca Zaia nel capoluogo, ha infatti affermato:
(Maria Elisabetta Alberti Casellati)

### Immigrazione e sicurezza
Convinta sostenitrice della legge Bossi-Fini, ha dichiarato che «In Italia deve entrare solo chi ha la possibilità di vivere e mantenersi in condizioni dignitose» e che «eliminare il reato» (di immigrazione clandestina), «significa cancellare un deterrente importante».

Favorevole alla legittima difesa, ha considerato la legge attuale «insufficiente» e da riformare. La questione viene considerata dalla Casellati come una delle principali tematiche giudiziarie da ridefinire, come si evince da questa sua affermazione:
(Maria Elisabetta Alberti Casellati)

### Integrazione europea
In occasione delle celebrazioni del 9 maggio 2020, per la festa dell'Europa, durante un video-messaggio, si è dichiarata "un'europeista convinta".

### Salute
Presenziando, assieme ad altre cariche politiche come il ministro della salute Beatrice Lorenzin, all'inaugurazione del Villaggio della Salute della Race for the Cure (manifestazione per la lotta ai tumori al seno organizzata dalla Komen) a Roma, nel maggio del 2018, ha considerato l'evento «un incoraggiamento a sostenere la prevenzione della quale il Paese ha bisogno in tutti i settori, non solo contro il tumore al seno». La situazione è stata definita «un'emergenza» a causa di «statistiche allarmanti» riguardanti la problematica, che per la Casellati, secondo quanto riferito anche precedentemente in un suo intervento al convegno Europa Donna, è da risolvere tramite la prevenzione.

## Controversie

### Nepotismo
Nel 2005 è stato oggetto di polemiche il fatto che, in veste di sottosegretario alla salute, ha nominato sua figlia Ludovica a capo della sua segreteria al dicastero. Secondo la figlia, intervistata da La Stampa, non si sarebbe trattato di assunzione, ma di consulenza il cui motivo sarebbe dovuto al fatto che in quel momento Alberti Casellati non si fidava di nessuno.

### Fecondazione eterologa
Nel 2003, esprimendo in Senato le sue posizioni contrarie alla pratica durante il dibattito sul disegno di legge in materia di fecondazione artificiale, ha causato controversie sostenendo che «l'Italia è piena di figli dell'eterologa perché frutto del rapporto di una donna col lattaio di turno».

### Voli di Stato
Secondo La Repubblica, risulta dal registro di volo del Falcon 900 dell’Aeronautica, l'aereo blu a disposizione della Casellati come Presidente del Senato: che da maggio 2020 ad aprile 2021 si è alzato in volo 124 volte; il 75% delle volte per coprire la tratta casa-lavoro da Roma a Venezia (vicino a Padova, dove risiede la famiglia), ma anche per volare 6 volte verso la Sardegna ad agosto. Le fonti di Palazzo Madama hanno spiegato al quotidiano che la Casellati ha iniziato a utilizzare l’aereo blu per evitare il rischio COVID-19, visto che per ragioni di salute non può fare lunghi viaggi in auto.

### Caso Senatore Boccardi
Il 5 luglio 2021 il senatore Michele Boccardi, rieletto nel 2018 ma dichiarato erroneamente decaduto, ha presentato una denuncia alla procura di Bari verso la Presidente del Senato in quanto, a suo dire, avrebbe manifestato inerzia per quasi un anno nel calendarizzare il voto dell'aula che lo deve reintegrare come senatore a seguito dell'errore di conteggio compiuto nel 2018 e in adempimento alla delibera della Giunta delle elezioni e delle immunità parlamentari del Senato. Dal canto suo, la presidente del Senato ha replicato che non è sua responsabilità la decisione del calendario dell'aula.

## Riconoscimenti
- Nel 2018 è stata insignita del premio “Calabria nel Mondo”, a sottolineare il forte legame con la terra d'origine della sua famiglia.[82]
- Nel 2019 ha ricevuto a Milano il "Premio Excellent 2019", assegnato a personalità che si sono distinte tra le istituzioni, nel settore turistico alberghiero e in quello della cultura.[83][84]
- Nel 2019, in occasione della sua visita in Trentino-Alto Adige, è stata insignita dell'Aquila di San Venceslao. Il riconoscimento, la più alta onorificenza dell'autonomia trentina, le è stato consegnato dal Presidente della Provincia autonoma di Trento Maurizio Fugatti.[85][86]
- Nel 2019 è stata insignita del riconoscimento “Testimone del Volontariato Italia”, assegnato da Fiaba Onlus e dall’associazione il Testimone del Volontariato Italia per l’impegno a favore dei diritti dell’infanzia e per aver stimolato le politiche per il volontariato ad investire sul futuro non solo dei bambini ma di tutti i cittadini[87][88].
- Nel novembre del 2019 Maria Elisabetta Alberti Casellati è stata insignita del riconoscimento "Aquila d'oro 2019" in un'edizione dedicata al tema "Ambiente e salute pubblica"[89][90].

## Opere
- Indissolubilità e unità dell'istituto naturale del matrimonio canonico, CEDAM, 1984. ISBN 88-131-5614-6
- L'educazione dei figli nell'ordinamento canonico, CEDAM, 1990. ISBN 88-131-7262-1.